# بخش کابردهم
بخش کابردهم (به انگلیسی: Kabirdham district) یک منطقهٔ مسکونی در هند است که در Durg Division واقع شده‌است. بخش کابردهم ۴٬۴۴۷ کیلومتر مربع مساحت و ۸۲۲٬۵۲۶ نفر جمعیت دارد.